# Fatalità (Bertas)
Fatalità è il primo album in studio dei Bertas.

## Il disco
Il disco fu registrato in mono.

## Tracce
LATO A
Edizioni musicali RCA, tranne dove indicato.
1. Fatalità (testo: Sergio Bardotti – musica: Piero Pintucci)
2. Come vuoi che io (cover di How Can I Be Sure dei Young Rascals) (testo: Sergio Bardotti – musica: Eddie Brigati, Felix Cavaliere)
3. Valerie (testo: Sergio Bardotti – musica: Guycen)
4. Vuoi (cover di Warm di Johnny Mathis) (testo: Sergio Bardotti – musica: Sid Jacobson, Jimmy Krondes)
5. Le due strade (cover di Along Comes Mary degli Association) (testo: Sergio Bardotti – musica: Tandyn Almer)
6. Ma non c'eri tu (cover di Somos novios di Armando Manzanero) (testo: Emilio Iarrusso – musica: Armando Manzanero)

LATO B
1. Arrivi sempre ultima (testo: Sergio Bardotti, Franco Migliacci – musica: Piero Pintucci)
2. Ma tu (testo: Mimma Gaspari – musica: Guycen)
3. Mi hai perdonato lo so (testo: Mogol – musica: Phil Flip Sloan-Steve Barri; edizioni musicali Radio Record Ricordi)
4. La banda (cover di A Banda di Chico Buarque de Hollanda) (testo: Antonio Amurri – musica: Chico Buarque de Hollanda)
5. Dandy (cover di Dandy dei Kinks) (testo: Giuseppe Cassia – musica: Ray Davies)
6. La donna del sole (cover di Sunshine Boy dei Parade) (testo: Danpa – musica: Murray MacLeod, Prog, Jerry Riopelle, Smokey Roberds)

## Formazione
- Antonio Costa - voce, chitarra
- Carlo Costa - voce, basso
- Edmondo Costa - voce, tastiere
- Giuseppe Fiori - batteria (tranne in Fatalità e Mi hai perdonato lo so)
- Antonio Usai - batteria in Fatalità e Mi hai perdonato lo so